# Gentský mír

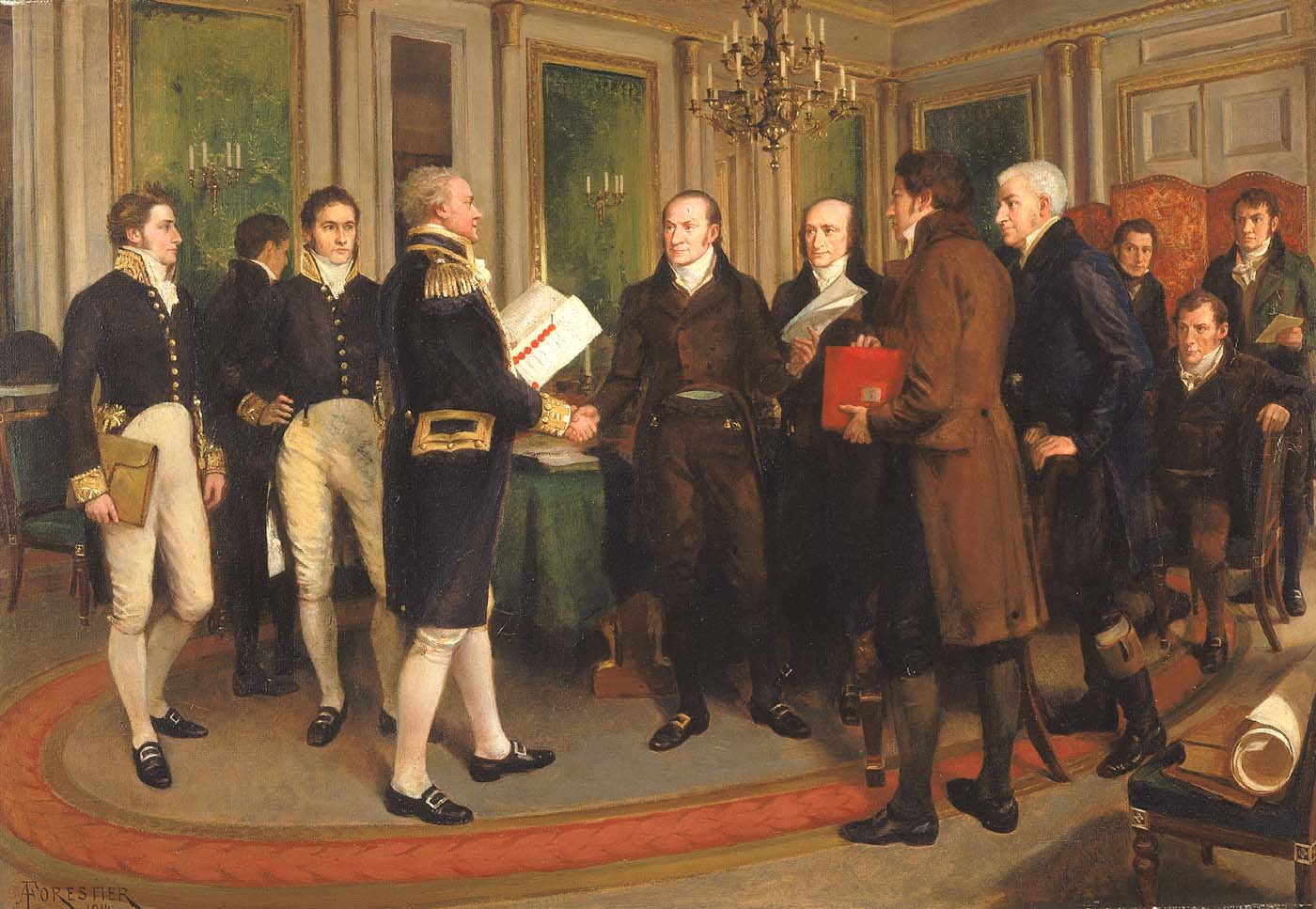
Britský admirál loďstva James Gambier si třese rukou s americkým velvyslancem v Rusku Johnem Quincym Adamsem po podepsání mírové dohody. Obraz od Amédée Forestiera

Gentský mír byla mírová smlouva podepsaná dne 24. prosince 1814 ve vlámském městě Gentu zástupci Velké Británie a Spojených států amerických, která ukončila britsko-americkou válku vypuknuvší roku 1812. Dohoda stanovila obnovení hranic mezi britskou Kanadou a Spojenými státy dle předválečného stavu (status quo ante bellum). Smlouva byla ratifikována britským parlamentem 30. prosince téhož roku a podepsána princem-regentem Jiřím. Trvalo několik týdnů, než se zpráva o uzavření míru dostala do Spojených států, takže když americké jednotky pod velením generála Andrewa Jacksona porazily 8. ledna 1815 svůj britský protějšek v bitvě u New Orleans, mír ještě nebyl v platnosti. Ratifikován americkým senátem byl až 18. února 1815.